# William Ackerman
William Ackerman (ur. 9 listopada 1949 w Niemczech) – amerykański gitarzysta i kompozytor muzyki instrumentalnej.
Ackerman, w wieku dziewięciu lat, został zaadoptowany przez małżeństwo z Palo Alto w stanie Kalifornia. W wieku dwunastu lat rozpoczął naukę gry na gitarze. W 1976 roku, wraz z przyszłą żoną, założył studio Windham Hill Records. Z czasem studio przekształcono w wytwórnię płytową wydającą muzykę new age.
Na początku swojej kariery Ackerman występował m.in. z George’em Winstonem, Michaelem Hedgesem i Alexem de Grassi. W czasie, gdy wytwórnia zaczęła się rozrastać Ackermann stopniowo ograniczał działalność muzyczną na rzecz opieki nad wytwórnią Windham Hill będącej jednym z popularniejszych ośrodków ruchu New Age.

## Dyskografia
- The Search for the Turtle's Navel (nazwa później zmieniona na In Search of the Turtle's Navel) (1976)
- It Takes a Year (1977)
- Childhood and Memory (1979)
- Passage (1981)
- Past Light (1983)
- Conferring with the Moon (1986)
- Imaginary Roads (1988)
- The Opening of Doors (1992)
- Sound of Wind Driven Rain (1998)
- Hearing Voices (2001)
- Returning (2004)